# NGC 4
NGC 4は、うお座の方角にある銀河である。この銀河については、あまり多くのことは分かっていない。